# コシンジュガヤ
コシンジュガヤ Scleria parvula Steud. は、カヤツリグサ科に属するひょろ長い草。他の草に紛れ、もたれかかるように伸び、なかなか目につかない。

## 特徴
細身の一年生草本。地下茎は発達せず、根本から複数の茎が出る。根は髭根状で短く、濃赤紫色。草丈は30-50cmに達する。葉は根出状、および茎から生じ、線形で幅が3-5mm、先端は尖る。葉鞘は緩く茎を包み、その中から花序が出る。また幅広い翼がある。
茎の上の方に3-6個の分花序を生じ、まばらに小穂をつける。花期は8-10月で、小穂には雄性と雌性の区別があり、雄性小穂は先端に、その基部に雌性小穂が生じ、それらをつける枝は細長く伸びてやや垂れる。果実が熟すると身辺を押しのけて露出する。痩果は球形で直径2mm、熟すると白くなり、全体に光沢を持つ。その表面には細かな格子紋があり、まばらに毛がある。基部は三裂し、各裂片は広卵形。柱頭は3個。
名前はシンジュガヤに似て、より小さい事から。

## 分布と生育環境
日本では本州、四国、九州から知られ、国外では朝鮮半島南部、中国東北部からマレーシア、インドからアフリカまで知られる。
平地から山間部にかけての湿地、湿原にあり、日当たりのよい湿地に生える。

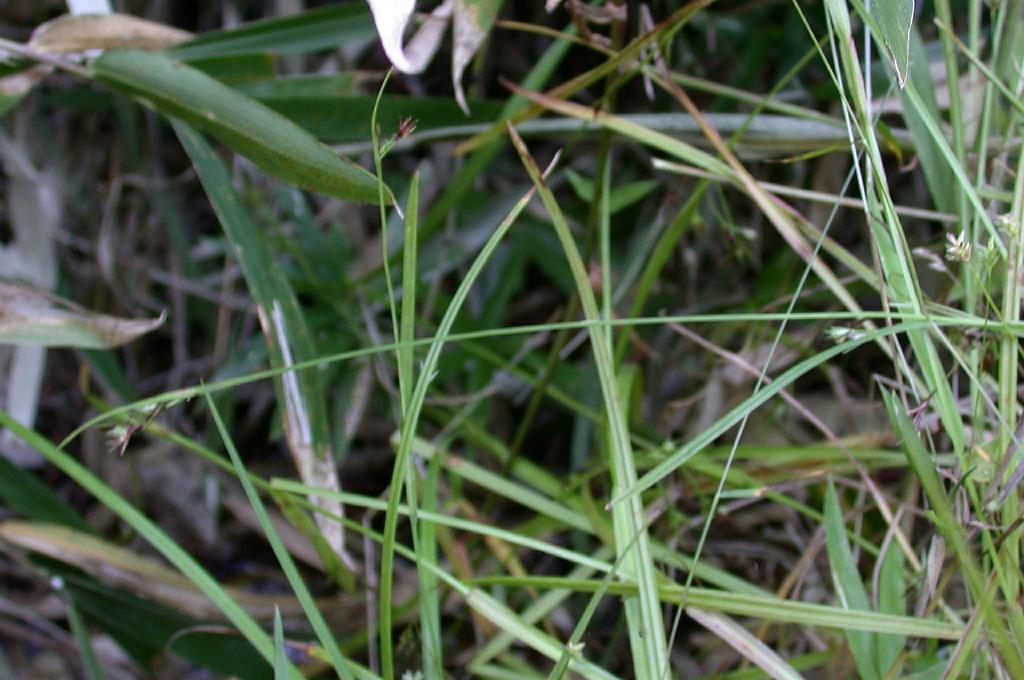
草の間から穂が見えている
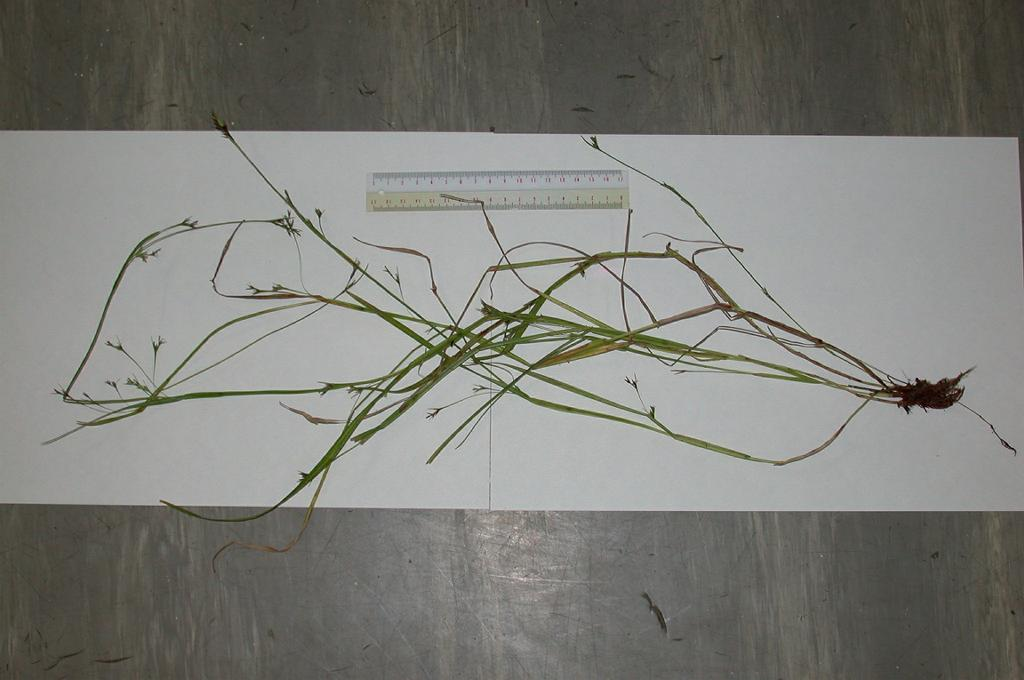
全草
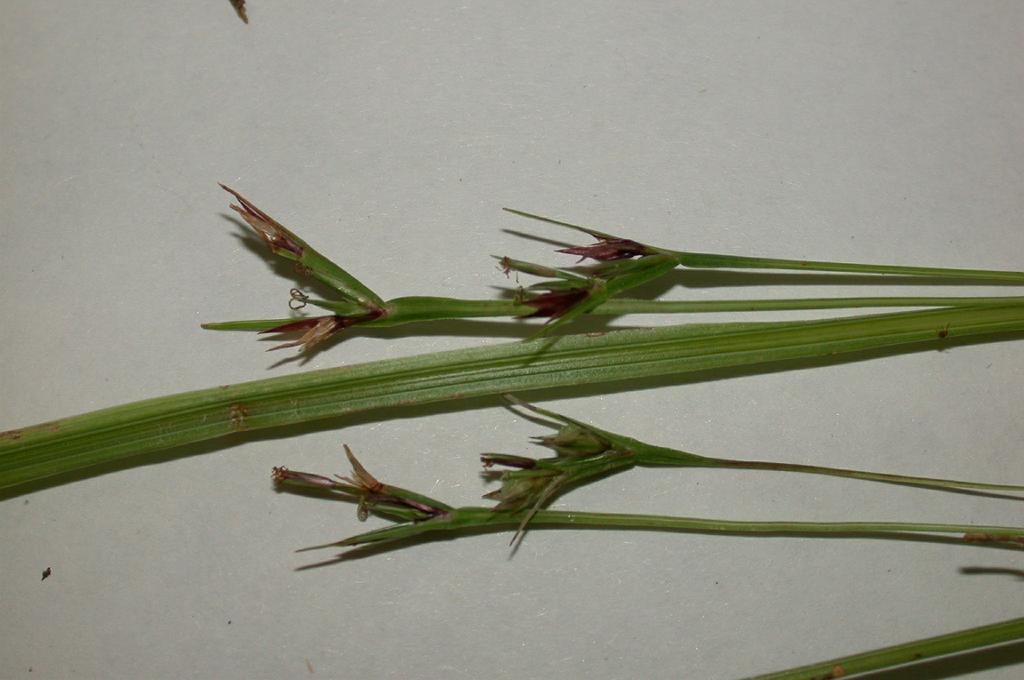
花序の様子

## 類似種など
この属には日本で8種ほどが知られる。シンジュガヤなど多年生のものとは地下茎が発達しない事で区別できる。他方、一年生のものの中ではケシンジュガヤなどより遙かに大きいこと、同じように大きくなるホソバシンジュガヤ等とは苞の葉鞘に翼が発達する事で区別できる。

## 人間との関係
直接の利害は特にない。
生育環境が減少傾向にあって各地で注意されている。環境省では指定していないものの、複数の都道府県でレッドデータに取り上げられている。特に東京都では絶滅、山形県、秋田県、千葉県、埼玉県、神奈川県、石川県、京都府、愛媛県では絶滅危惧I類に指定されている。